# Caza de Zgharta
Caza de Zgharta (arabiska: قضاء زغرتا) är ett distrikt i Libanon.   Det ligger i guvernementet Mohafazat Liban-Nord, i den norra delen av landet, 60 kilometer nordost om huvudstaden Beirut.
Runt Caza de Zgharta är det ganska tätbefolkat, med 129 invånare per kvadratkilometer.